# Луция Сиракузская
Луци́я Сираку́зская (в православной традиции Луки́я Сираку́зская, лат. Lucia Syracusana, также известная как святая Лучия, итал. Santa Lucia; около 283 Сиракузы, Италия — около 303, Сиракузы) — раннехристианская святая и мученица, покровительница слепых.

## Житие

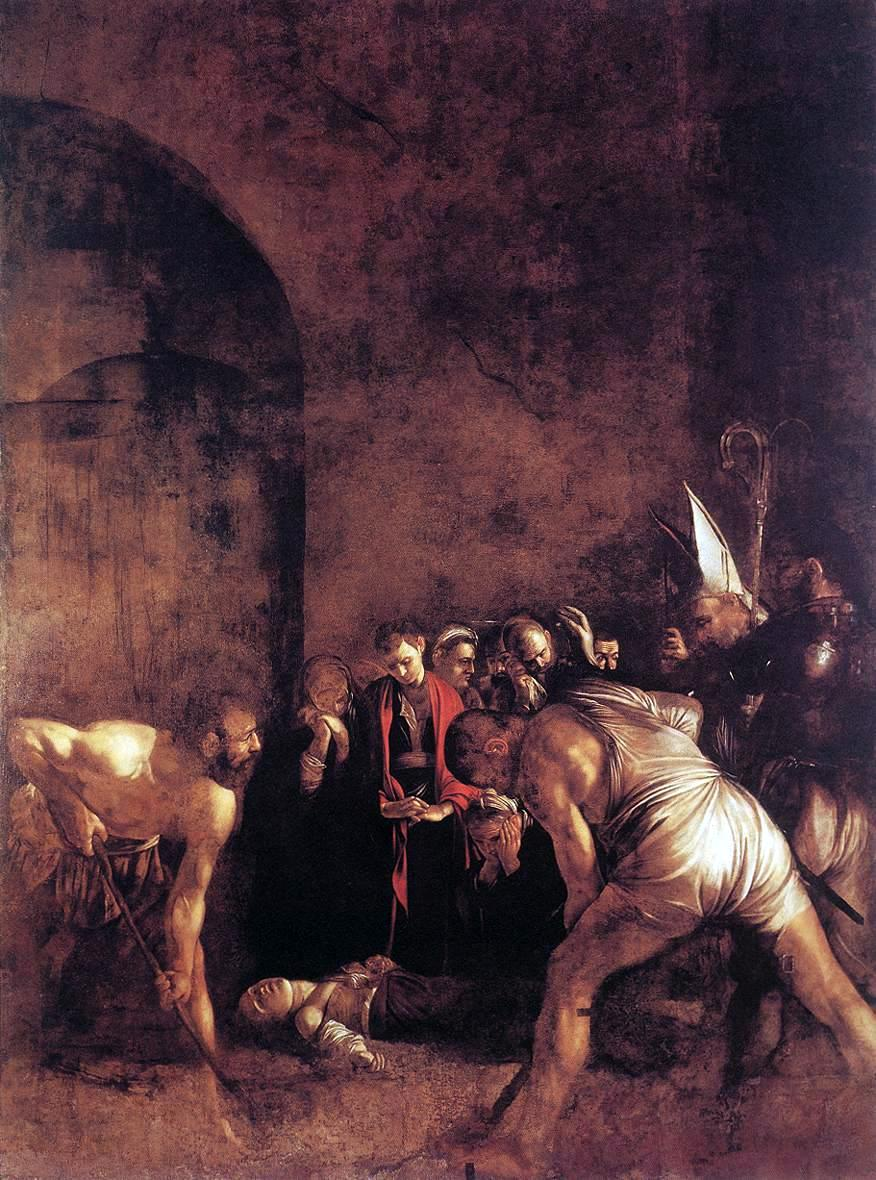
Погребение святой Лючии (Караваджо)

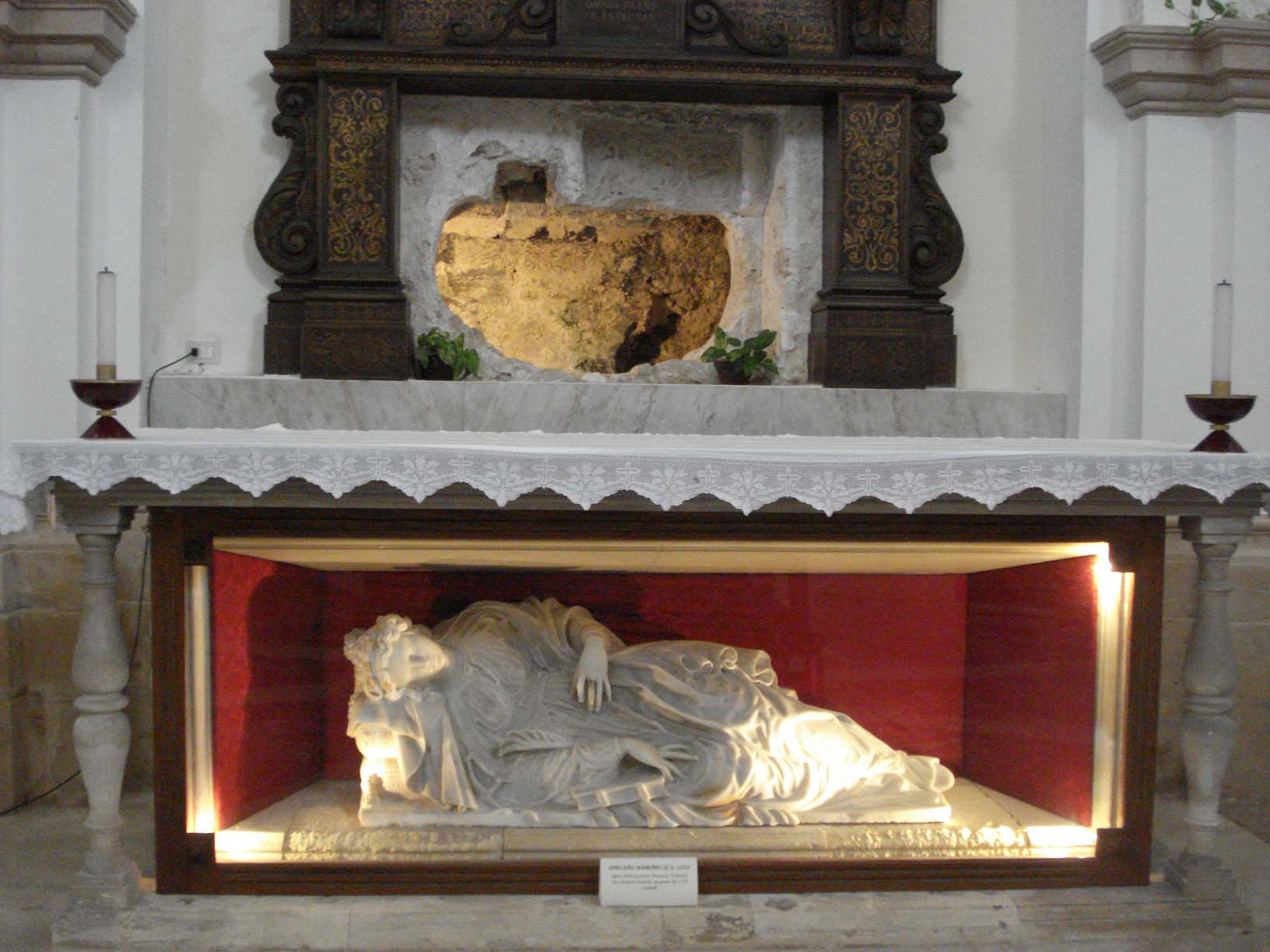
Дыра в стене (церковь Санта-Лючия-фуори-ле-Мура в Сиракузах — пролом, через который воины Георгия Маниака похитили тело святой Луции.

Надпись на могиле, датированная 400 годом в катакомбах Сан-Джованни в Сиракузах, и упоминание о святой Луции во всех христианских документах позволяют с полной уверенностью предполагать, что она действительно жила. Около 600 года в Сиракузах и Риме существовал монастырь Святой Луции.
Первые описания её мученичества относятся к V—VI веку, они приукрашены описанием многочисленных чудес и имеют сходство с биографией святой Агаты.
Согласно этим источникам, Луция была дочерью богатого римского гражданина из Сиракуз, который рано умер. Её мать, Евтихия, хотела выдать дочь замуж, но Луция принесла обет безбрачия и не согласилась на помолвку. После исцеления матери на могиле святой Агаты в Катании от кровотечений, она согласилась с обетом дочери. Отвергнутый жених возбудил против христианки Луции жестокое преследование. Судья Сиракуз Пасхазий хотел отдать её в публичный дом, но ни повозка, запряженная быками, ни тысяча мужчин не могли сдвинуть Луцию с места. После разнообразных пыток и чудес она была убита ударом меча. Другие легенды сообщают и о том, что ей вырвали глаза.
Мощи святой Луции были погребены в одноимённых катакомбах в Сиракузах. В 1040 году они были похищены освободившим город от арабов Георгием Маниаком и увезены в Константинополь, а оттуда в 1204 году в Венецию. Там она была похоронена в церкви Святой Луции. В 1860 году церковь была снесена под постройку железнодорожного вокзала Санта-Лючия. Мощи святой были перенесены в близлежащую церковь Сан-Джеремия. В 1935 году для её головы была изготовлена серебряная маска.
В Сиракузах над катакомбами, в которых была первоначально погребена святая, воздвигнута церковь Санта-Лючия-фуори-ле-Мура, алтарный образ в которой написал Караваджо. В кафедральном соборе Сиракуз в одной из боковых капелл помещена часть мощей (кисти) Луции, возвращённая из Венеции. Вместе со святыми Розалией и Агатой Луция считается покровительницей Сицилии.
По другим источникам, её мощи в начале VIII века были перенесены в Корфинум (сейчас Пентима), а в 970 году в Мец.

## Иконография
Святая изображается со следующими атрибутами: мечом в руках и пальмовой ветвью (символами мученичества), книгой и масляной лампой (Имя Lucia образовано от латинского lux, lucis — «свет»); иногда несущей на блюде свои глаза (согласно легенде, вырванные ей, чтобы избавиться от слишком настойчивого кавалера, пленённого её взглядом).

## Покровительство
Святой Луции молятся при заболеваниях глаз, кровотечениях, шейных болях и дизентерии.
Она является покровительницей бедных, слепых, раскаявшихся блудниц, больных детей и покровительницей городов Сиракузы и Венеция. Своей заступницей её также считают окулисты, адвокаты, крестьяне, электрики, стекольщики, кучера, ножовщики, швеи, посыльные, мебельщики, шорники, портные, писари и ткачи.

## Память

### День поминовения
В христианских церквях днём поминовения Святой Луции является 13 декабря (26 декабря в православных Церквях, живущих по юлианскому календарю). Отмечается как праздник в католических и протестантских странах.

### Топонимика
В честь святой Люсии названо множество географических объектов, начиная с острова и страны Сент-Люсия.

### Храмы, посвященные святой Луции
- Кафедральный собор в городе Коломбо, Шри-Ланка.

### Отражение в культуре
В «Божественной комедии» Данте Алигьери святая Луция сыграла важнейшую роль: она — посредник между Богородицей, Данте и его возлюбленной Беатриче. Это связано с тем, что её почитали и Данте, страдавший от серьёзных проблем со зрением и поэтому надеявшийся на эту святую, и, возможно, Беатриче (Биче Портинари).